# 서천 이종선 효자비
서천 이종선 효자비(舒川 李種善 孝子碑)는 대한민국 충청남도 서천군 한산면 죽촌리에 있는 효자비이다. 2016년 12월 30일 충청남도의 유형문화재 제239호로 지정되었다.

## 개요
서천군 한산면 죽촌리 341-1번지에 소재한 이종선 효자비는 화강암으로 된 비석이며 크기 55cm×30cm×163cm으로 전면부에 글씨가 새겨져 있고, 측면과 후면은 자연석 그대로의 모습이다.
이종선(1368년~1438년)은 목은 이색의 셋째 아들로 1382년 성균시에 합격하여 문과에 급제, 지중충원사를 지냈다.
효자 이종선은 부친 목은 이색선생의 사망 후 시신을 수습하여 3년간 여묘살이를 하여 효자로 알려지게 됐다.
이 비석은 조선 초 태조 7년(1398년)에 세워졌으며 여타 효자비와는 다르게 효자리(孝子里)라고 글씨가 새겨져 있다.

## 참고 자료
- 서천 이종선 효자비 - 국가유산청 국가유산포털